# Rauma (Na Uy)

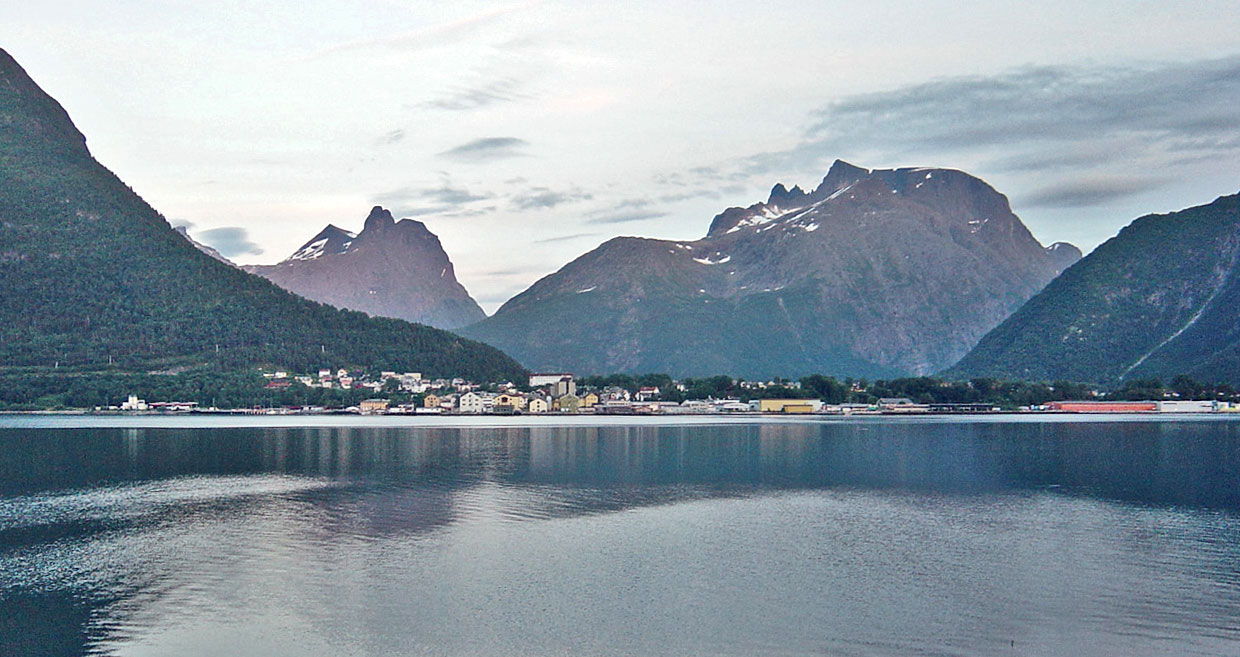
Åndalsnes từ fjord

Rauma là một đô thị ở hạt của Møre og Romsdal, Na Uy.
Các đô thị cũ Eid, Grytten, Hen và Voll, và phần phóa nam của Veøy đã được nhập vào nhau để tạo thành đô thị mới Rauma ngày 1 tháng 1 năm 1964.
Đô thị này được đặt tên theo sông Rauma chảy qua thung lũng Romsdalen.
Huy hiệu của đô thị này được áp dụng từ năm 1983. Ba điểm đại diện cho 2 và 1/2 núi Vengetindane, Trolltindane và Romsdalshorn, tất cả đều nằm ở đô thị này.

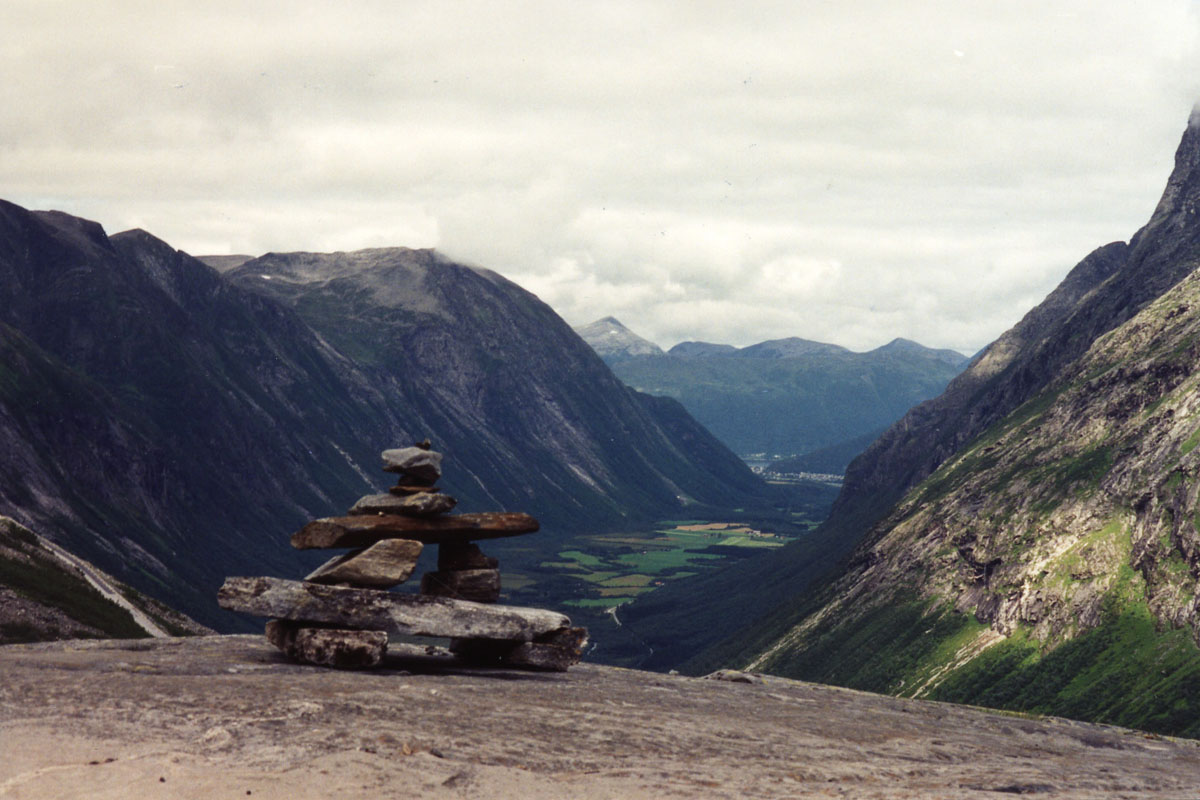
Åndalsnes nhìn từ đỉnh Trollstigen

nhà thờ Rødven được xây tại đây năm 1200